# Julia Murray
Julia Murray (ur. 23 grudnia 1988 w Vancouver) – kanadyjska narciarka dowolna, specjalistka w skicrossie. W 2011 roku zdobyła srebrny medal w skicrossie podczas mistrzostw świata w Deer Valley. Zajęła także 12. miejsce w tej samej konkurencji na igrzyskach olimpijskich w Vancouver. Najlepsze wyniki w Pucharze Świata, osiągnęła w sezonie 2009/2010, kiedy to zajęła 25. miejsce w klasyfikacji generalnej, a w klasyfikacji skicrossu była ósma.
Jej ojciec, Dave Murray, był narciarzem alpejskim.

## Osiągnięcia

### Igrzyska olimpijskie
| Miejsce | Dzień     | Rok  | Miejscowość | Konkurencja | Zwycięzca       |
| ------- | --------- | ---- | ----------- | ----------- | --------------- |
| 12.     | 23 lutego | 2010 | Vancouver   | Skicross    | Ashleigh McIvor |

### Mistrzostwa świata
| Miejsce | Dzień    | Rok  | Miejscowość | Konkurencja | Zwycięzca       |
| ------- | -------- | ---- | ----------- | ----------- | --------------- |
| 10.     | 2 marca  | 2009 | Inawashiro  | Skicross    | Ashleigh McIvor |
| 2.      | 4 lutego | 2011 | Deer Valley | Skicross    | Kelsey Serwa    |

### Puchar Świata

#### Miejsca w klasyfikacji generalnej
- sezon 2007/2008: 39.
- sezon 2008/2009: 34.
- sezon 2009/2010: 25.
- sezon 2010/2011: 72.

#### Miejsca na podium
1. Hasliberg – 14 marca 2009 (skicross) – 3. miejsce
2. St. Johann in Tirol – 5 stycznia 2010 (skicross) – 3. miejsce
3. Contamines – 9 stycznia 2010 (skicross) – 2. miejsce

- W sumie 1 drugie miejsce i 2 trzecie miejsca.